# Calvarrasa de Abajo
Calvarrasa de Abajo es un municipio y localidad española de la provincia de Salamanca, en la comunidad autónoma de Castilla y León. Se integra dentro de la comarca del Campo de Salamanca (Campo Charro). Pertenece al partido judicial de Salamanca.
Su término municipal está formado por las localidades de Amatos, Calvarrasa de Abajo, El Salinar, Los Arenales y Valdecarretas, además de por el despoblado de La Cabezuela, ocupa una superficie total de 28,16 km² y según los datos demográficos recogidos en el padrón municipal elaborado por el INE en el año 2017, cuenta con una población de 1152 habitantes.

## Geografía

### Clima
De acuerdo con la clasificación climática de Koppen, el clima de Calvarrasa de Abajo es semiárido frío (BSk), muy cerca del límite con el clima oceánico mediterráneo (Csb) y en menor medida con el clima mediterráneo (Csa).
| Parámetros climáticos promedio de observatorio del aeropuerto de Salamanca (municipio de Calvarrasa de Abajo) (790 m s. n. m.) (periodo de referencia: 1991-2020, extremos: 1945-presente) | Parámetros climáticos promedio de observatorio del aeropuerto de Salamanca (municipio de Calvarrasa de Abajo) (790 m s. n. m.) (periodo de referencia: 1991-2020, extremos: 1945-presente) | Parámetros climáticos promedio de observatorio del aeropuerto de Salamanca (municipio de Calvarrasa de Abajo) (790 m s. n. m.) (periodo de referencia: 1991-2020, extremos: 1945-presente) | Parámetros climáticos promedio de observatorio del aeropuerto de Salamanca (municipio de Calvarrasa de Abajo) (790 m s. n. m.) (periodo de referencia: 1991-2020, extremos: 1945-presente) | Parámetros climáticos promedio de observatorio del aeropuerto de Salamanca (municipio de Calvarrasa de Abajo) (790 m s. n. m.) (periodo de referencia: 1991-2020, extremos: 1945-presente) | Parámetros climáticos promedio de observatorio del aeropuerto de Salamanca (municipio de Calvarrasa de Abajo) (790 m s. n. m.) (periodo de referencia: 1991-2020, extremos: 1945-presente) | Parámetros climáticos promedio de observatorio del aeropuerto de Salamanca (municipio de Calvarrasa de Abajo) (790 m s. n. m.) (periodo de referencia: 1991-2020, extremos: 1945-presente) | Parámetros climáticos promedio de observatorio del aeropuerto de Salamanca (municipio de Calvarrasa de Abajo) (790 m s. n. m.) (periodo de referencia: 1991-2020, extremos: 1945-presente) | Parámetros climáticos promedio de observatorio del aeropuerto de Salamanca (municipio de Calvarrasa de Abajo) (790 m s. n. m.) (periodo de referencia: 1991-2020, extremos: 1945-presente) | Parámetros climáticos promedio de observatorio del aeropuerto de Salamanca (municipio de Calvarrasa de Abajo) (790 m s. n. m.) (periodo de referencia: 1991-2020, extremos: 1945-presente) | Parámetros climáticos promedio de observatorio del aeropuerto de Salamanca (municipio de Calvarrasa de Abajo) (790 m s. n. m.) (periodo de referencia: 1991-2020, extremos: 1945-presente) | Parámetros climáticos promedio de observatorio del aeropuerto de Salamanca (municipio de Calvarrasa de Abajo) (790 m s. n. m.) (periodo de referencia: 1991-2020, extremos: 1945-presente) | Parámetros climáticos promedio de observatorio del aeropuerto de Salamanca (municipio de Calvarrasa de Abajo) (790 m s. n. m.) (periodo de referencia: 1991-2020, extremos: 1945-presente) | Parámetros climáticos promedio de observatorio del aeropuerto de Salamanca (municipio de Calvarrasa de Abajo) (790 m s. n. m.) (periodo de referencia: 1991-2020, extremos: 1945-presente) |
| Mes | Ene. | Feb. | Mar. | Abr. | May. | Jun. | Jul. | Ago. | Sep. | Oct. | Nov. | Dic. | Anual |
| --- | --- | --- | --- | --- | --- | --- | --- | --- | --- | --- | --- | --- | --- |
| Temp. máx. abs. (°C) | 21.7 | 25.0 | 26.9 | 31.0 | 34.5 | 39.4 | 40.9 | 41.1 | 39.0 | 34.8 | 24.8 | 20.2 | 41.1 |
| Temp. máx. media (°C) | 9.1 | 11.6 | 15.2 | 17.3 | 21.8 | 27.3 | 30.6 | 30.2 | 25.5 | 19.6 | 13.0 | 9.9 | 19.3 |
| Temp. media (°C) | 4.2 | 5.5 | 8.4 | 10.6 | 14.7 | 19.1 | 21.6 | 21.3 | 17.4 | 12.9 | 7.6 | 4.9 | 12.4 |
| Temp. mín. media (°C) | -0.7 | -0.8 | 1.5 | 4.0 | 7.5 | 10.9 | 12.5 | 12.3 | 9.3 | 6.1 | 2.2 | -0.2 | 5.4 |
| Temp. mín. abs. (°C) | -15.6 | -20.0 | -9.0 | -5.5 | -2.3 | 2.0 | 4.5 | 4.2 | 0.4 | -4.7 | -10.6 | -12.0 | -20.0 |
| Precipitación total (mm) | 32 | 25 | 28 | 38 | 38 | 22 | 8 | 12 | 29 | 50 | 39 | 36 | 355 |
| Días de precipitaciones (≥ 1 mm) | 5.9 | 5.2 | 5.5 | 8.0 | 6.7 | 3.5 | 1.6 | 1.7 | 4.1 | 7.6 | 7.5 | 6.0 | 63.2 |
| Días de nevadas (≥ 0.01 mm) | 1.6 | 1.7 | 0.8 | 0.4 | 0.0 | 0.0 | 0.0 | 0.0 | 0.0 | 0.0 | 0.3 | 0.9 | 5.7 |
| Horas de sol | 121 | 167 | 214 | 237 | 285 | 330 | 372 | 344 | 267 | 198 | 132 | 115 | 2776 |
| Humedad relativa (%) | 82 | 72 | 63 | 62 | 56 | 49 | 46 | 49 | 58 | 70 | 78 | 82 | 64 |
| Fuente: Agencia Estatal de Meteorología | | | | | | | | | | | | | |

## Historia
Fundado por los reyes de León en la Edad Media, Calvarrasa de Abajo quedó encuadrado en el cuarto de Peña del Rey de la jurisdicción de Salamanca, dentro del Reino de León, denominándose entonces Calvarrasa Danaya. Con la creación de las actuales provincias en 1833, Calvarrasa de Abajo quedó encuadrado en la provincia de Salamanca, dentro de la Región Leonesa.

## Demografía

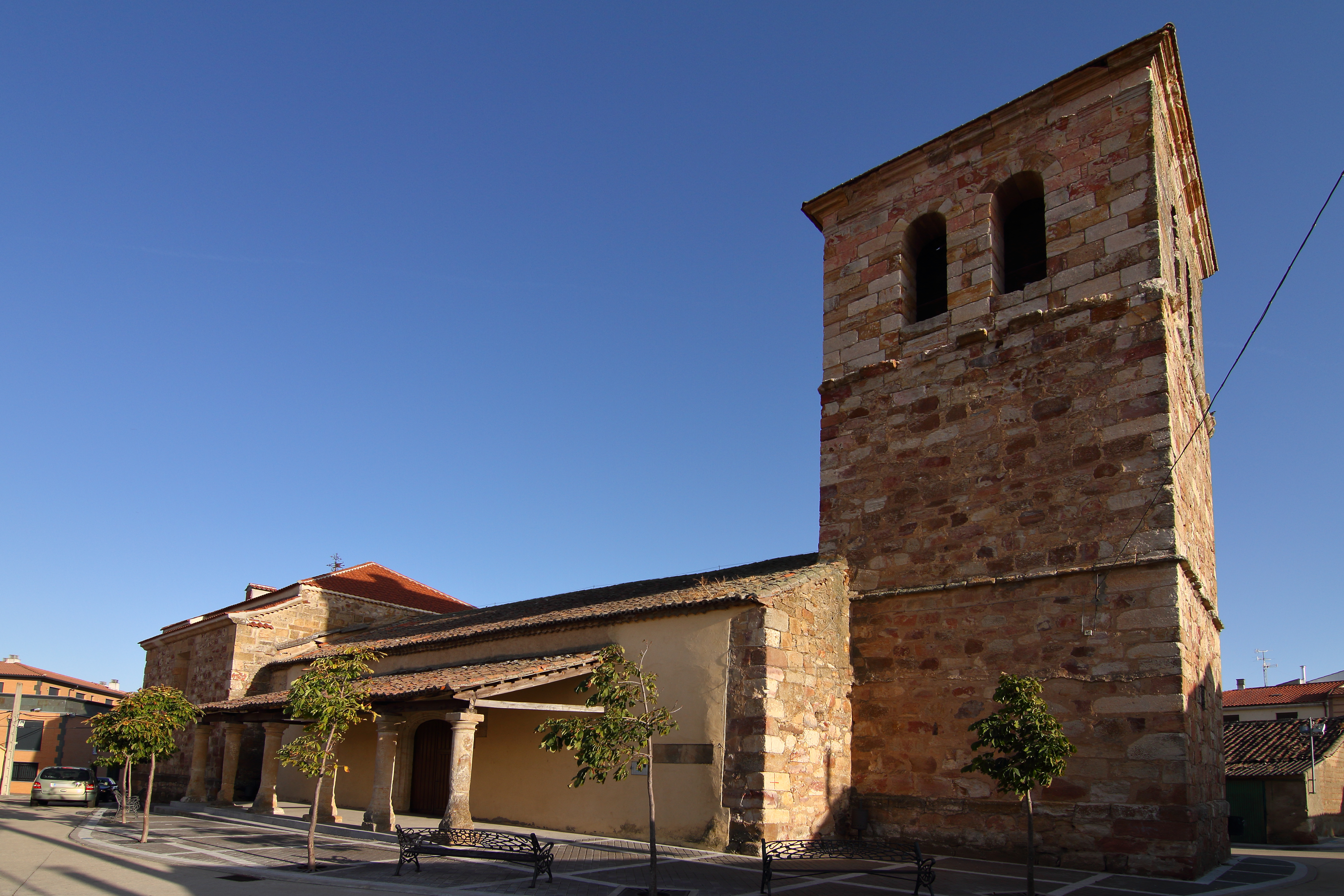
Iglesia de San Pedro

Calvarrasa de Abajo cuenta con una población de 1201 habitantes (INE 2024).
| Gráfica de evolución demográfica de Calvarrasa de Abajo entre 1842 y 2021                                           |
| |
| Población de derecho según los censos de población del INE Población de hecho según los censos de población del INE |

### Núcleos de población
El municipio se divide en varios núcleos de población, que poseían la siguiente población en 2017 según el INE.
| Núcleo de población | Población |
| ------------------- | --------- |
| Calvarrasa de Abajo | 861       |
| Amatos              | 166       |
| El Salinar          | 83        |
| Valdecarretas       | 23        |
| Los Arenales        | 19        |
| La Cabezuela        | 0         |

## Monumentos y lugares de interés
Destaca la iglesia parroquial de San Pedro, construcción de finales del siglo XVI principios del siglo XVII, de estilo románico.
El viernes 7 de junio de 2012 se inauguró la plaza Sálvame en homenaje al programa de televisión Sálvame de Telecinco. La ubicación de esta plaza, está situada en la parte trasera de la iglesia.

## Administración y política
| Partido político                                       | 2019  | 2019  | 2019       | 2015  | 2015  | 2015       | 2011  | 2011  | 2011       | 2007  | 2007  | 2007       | 2003  | 2003  | 2003       |
| Partido político                                       | %     | Votos | Concejales | %     | Votos | Concejales | %     | Votos | Concejales | %     | Votos | Concejales | %     | Votos | Concejales |
| Partido Popular (PP)                                   | 76,85 | 541   | 7          | 56,28 | 430   | 6          | 26,32 | 200   | 2          | 20,51 | 152   | 2          | 24,08 | 164   | 2          |
| Partido Socialista Obrero Español (PSOE)               | 21,88 | 154   | 2          | 34,29 | 262   | 3          | 43,95 | 334   | 5          | 37,38 | 277   | 4          | 29,66 | 202   | 3          |
| Ciudadanos (CS)                                        | —     | —     | —          | 7,98  | 61    | 0          | —     | —     | —          | —     | —     | —          | —     | —     | —          |
| Agrupación Municipal Independiente (AMI)               | —     | —     | —          | —     | —     | —          | 26,05 | 198   | 2          | —     | —     | —          | —     | —     | —          |
| Candidatura Independiente de Consenso (CIC)            | —     | —     | —          | 17,14 | 127   | 1          | —     | —     | —          | —     | —     | —          | —     | —     | —          |
| Tierra Comunera-Alternativa por Castilla y León (ACAL) | —     | —     | —          | 10,26 | 76    | 1          | —     | —     | —          | —     | —     | —          | —     | —     | —          |
| Unión del Pueblo Salmantino (UPSa)                     | —     | —     | —          | —     | —     | —          | —     | —     | —          | 8,91  | 66    | 1          | 16,01 | 109   | 1          |
| Unidad Regionalista de Castilla y León (URCL)          | —     | —     | —          | —     | —     | —          | —     | —     | —          | 4,32  | 32    | 0          | 26,87 | 183   | 3          |